# Байгузінська сільська рада (Янаульський район)
Байгу́зінська сільська рада (рос. Байгузинский сельский совет) — муніципальне утворення у складі Янаульського району Башкортостану, Росія. Адміністративний центр — село Байгузіно.

## Населення
Населення — 1608 осіб (2019, 1837 в 2010, 1808 в 2002).

## Склад
До складу поселення входять такі населені пункти:
| Населений пункт      | Населення, осіб (2002) | Населення, осіб (2010) |
| -------------------- | ---------------------- | ---------------------- |
| Айбуляк, село        | 246                    | 285                    |
| Байгузіно, село      | 488                    | 487                    |
| Гудбурово, присілок  | 239                    | 247                    |
| Нова Ор'я, присілок  | 144                    | 149                    |
| Нократ, присілок     | 89                     | 74                     |
| Стара Ор'я, присілок | 102                    | 89                     |
| Старий Артаул, село  | 183                    | 209                    |
| Уракаєво, присілок   | 191                    | 173                    |
| Ямбаєво, село        | 126                    | 124                    |